# Ulica Wiejska w Helu
Ulica Wiejska w Helu – reprezentacyjny deptak o długości 900 metrów w centrum Helu. Rozciąga się od skrzyżowania z ul. Przybyszewskiego na północy do ronda z ul. Kuracyjną i Leśną na południu. Ruch samochodowy na tej ulicy jest bardzo ograniczony. Na niektórych odcinkach jest to ogólnodostępna droga jednokierunkowa, a na pozostałych odcinkach możliwość wjazdu mają tylko mieszkańcy, zaopatrzenie, służby mundurowe i tym podobne. Przy ulicy znajduje się między innymi ratusz, poczta, zabytkowa Maszoperia oraz liczne kawiarnie i restauracje, oraz historyczna Lwia Jama (niem. Lövengrube).
Początkowo ulica była nazywana Morską. Później otrzymała oficjalną nazwę Wiejska. W latach 1945–1990 nosiła nazwę generała Waltera. Od 1990 roku ulica ponownie nosi nazwę Wiejska.